# Episothalma ocellata
Episothalma ocellata är en fjärilsart som beskrevs av Swinhoe 1893. Episothalma ocellata ingår i släktet Episothalma och familjen mätare. Inga underarter finns listade i Catalogue of Life.